# Big European Bubble Chamber

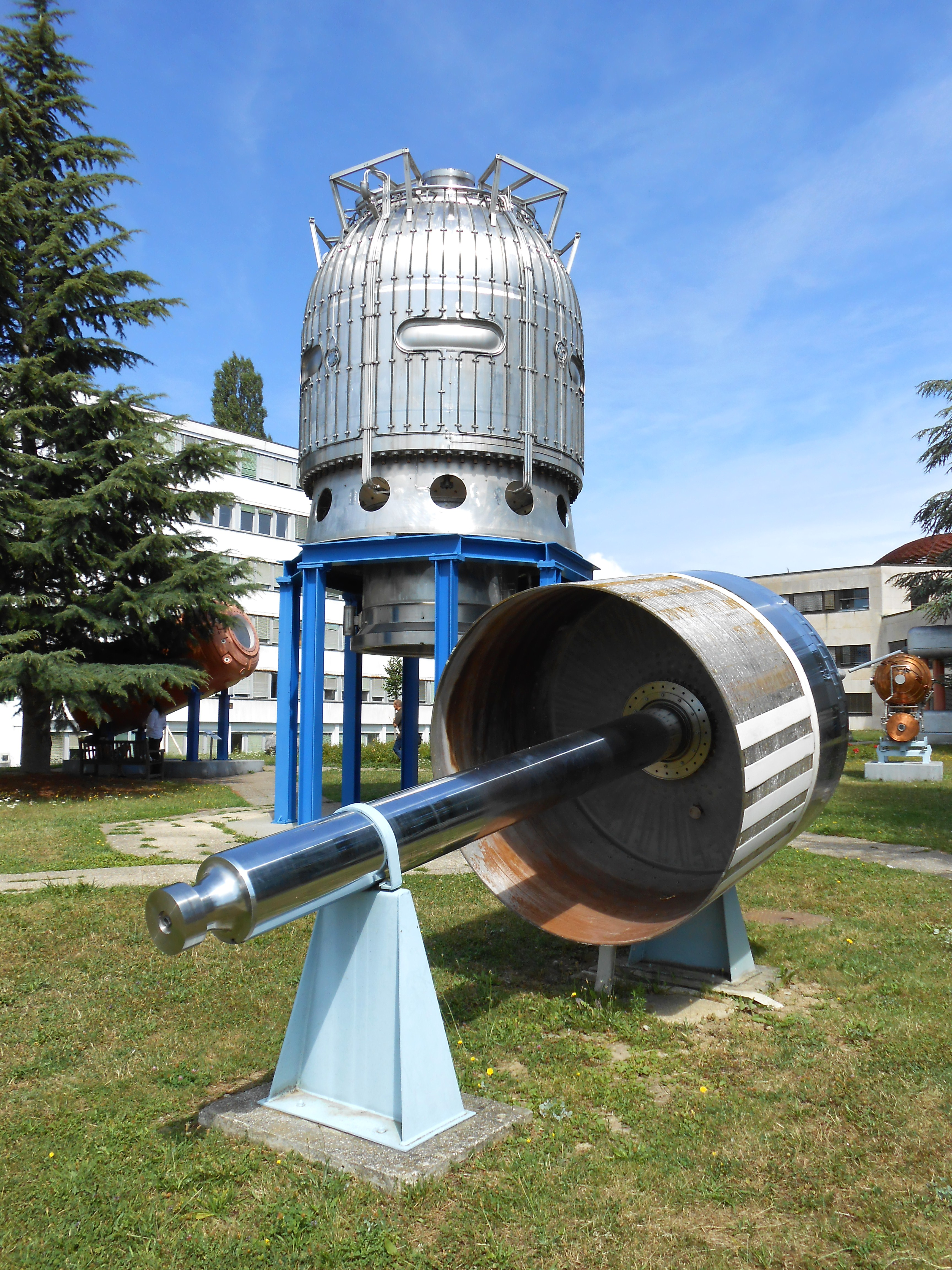
La Big European Bubble Chamber e il suo pistone, esposti nel giardino del Museo Microcosm del CERN

La Big European Bubble Chamber (BEBC) fu una camera a bolle utilizzata negli esperimenti di fisica delle particelle al CERN. Si tratta di un recipiente in acciaio inossidabile di 3.7 m di diametro e 4 m in altezza, che veniva riempito con 35 m3 di idrogeno liquido, deuterio molecolare (D2) o di una miscela idrogeno/neon.
La pressione del liquido veniva regolata da un pistone di 2 tonnellate: dopo l'espansione, le particelle cariche lasciavano tracce di bolle nella traiettoria, poiché il liquido raggiungeva il punto di ebollizione. La BEBC era circondata da un magnete superconduttore che produceva un campo magnetico di 3.5 T.
Il progetto della BEBC fu proposto nel 1966, la costruzione avvenne nel 1967 da parte di un team formato da membri dell'Università di Heildelberg, dall'École polytechnique e del CERN, l'installazione avvenne all'inizio degli anni '70. Nel 1973 entrò in funzione presso l'acceleratore Proton Synchrotron (PS). Dal 1977 al 1984 ha operato nella linea di fascio di neutrini del Super Proton Synchrotron (SPS), dove è stata esposta a fasci di neutrini e adroni con energie fino a 450 GeV. Durante la sua attività, la BEBC aveva prodotto un totale di 6,3 milioni di lastre fotografiche da parte di 22 esperimenti dedicati allo studio dei neutrini e alla fisica degli adroni. Circa 600 scienziati provenienti da una cinquantina di laboratori in tutto il mondo avevano preso parte al complesso lavoro di analisi dei 3000 km di pellicola fotografica prodotti.